# ويليام كارلتون واتس
ويليام كارلتون واتس (بالإنجليزية: William Carleton Watts)‏ هو ضابط أمريكي، ولد في 18 فبراير 1880 في فيلادلفيا في الولايات المتحدة، وتوفي في 5 يناير 1956 في Rosemont, Pennsylvania ‏ في الولايات المتحدة.